# Xavier Niel

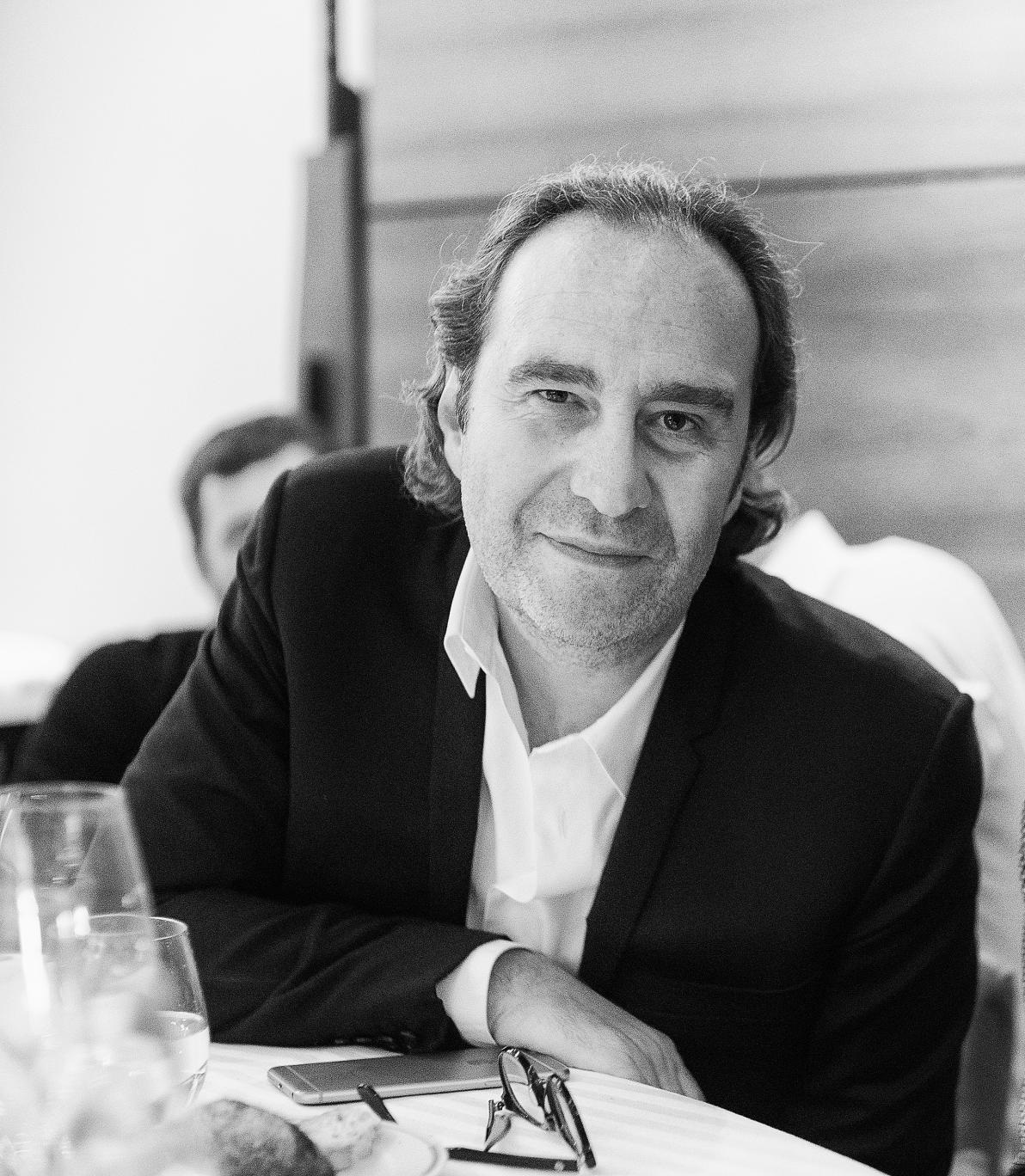
Xavier Niel (2014)

Xavier Niel (* 25. August 1967 in Maisons-Alfort) ist ein französischer Unternehmer, Investor und Internet-Milliardär.

## Leben
Niel gehörte in jungen Jahren zu den Pionieren des französischen Minitel und verdiente sein erstes Geld u. a. durch Online-Angebote sexuellen Inhalts (Minitel rose). 1991 startete er das ab 2004 an der Börse notierte Unternehmen Iliad, an dem er weiterhin Hauptaktionär ist. Iliad investierte 1995 in den Internetanbieter Worldnet und schuf 1999 den französischen Internetanbieter Free, der dank aggressiver Preispolitik und innovativen Services rasch zum zweiten Internetanbieter in Frankreich wurde und der seit 2012 auch als vierter französischer Mobiltelefonanbieter tätig ist.
Die Frau von Xavier Niel ist Delphine Arnault, eine eigenständige Milliardärin und auch die Tochter des reichsten Mannes Frankreichs und Europas, Bernard Arnault. Er hat eine Tochter mit ihr, Elisa, und zwei Söhne aus einer früheren Beziehung, Jules und John, und lebt in Paris. 2023 haben die beiden Söhne Aufgaben in den Firmen ihres Vaters übernommen: Jules in der Telekommunikation und John in den Medien.

## Investments

### Investments in der Telekommunikation
Xavier Niel besitzt Telekommunikationsbetreiber auf der ganzen Welt über seine beiden Unternehmen: Iliad und NJJ Holding (letztere benannt nach seinen Söhnen Jules und John). NJJ ist eine kleine (weniger als 10 Angestellte), aber kapitalkräftige Holding: ca. 1,4 Mrd. EUR Kapital (2023).
2014 unterbreitete er ein Angebot über EUR 11,2 Milliarden zum Kauf von T-Mobile US, einer Tochtergesellschaft der Deutschen Telekom.
Im November 2015 erwarb das Unternehmen für 225 Millionen Euro einen Anteil von 15 % an Telecom Italia, der im Juli 2016 wieder verkauft wurde.
Er erwarb eine Beteiligung an dem Betreiber von Telma (mit Aktivitäten in den Komoren und Madagascar) im Jahr 2016. 2018 hat er weiter in Afrika investiert, mit dem Kauf des senegalesischen Betreibers Tigo, der 2019 in Free Senegal umbenannt wurde.  Im Mai 2018 begann Iliad seine Aktivitäten in Italien unter dem Namen Iliad Italia.
Im September 2018 erwarb er über seine Beteiligung an Monaco Telecom den zyprischen Betreiber MTN Cyprus für EUR 260 Millionen; der Betreiber wurde im Juni 2019 in Epic umbenannt.
Im April 2018 erfolgte der Kauf von 60 % des irischen Betreibers Eir. Im März 2020 gab er bekannt, den maltesischen Betreiber Vodafone Malta übernommen zu haben, der im November 2020 zu Epic Communications Limited umbenannt wurde. Der Kaufpreis belief sich auf 250 Millionen Euro.
Im Jahr 2020 gab Iliad bekannt, den polnischen Betreiber Play Communications übernommen zu haben, der Kaufpreis betrug 2,2 Milliarden Euro.
Über die NJJ Holding erwarb das Unternehmen 2014 55 % der Monaco Telecom für EUR 322 Mio.
Im selben Jahr erfolgte die Übernahme der Salt Mobile in der Schweiz für EUR 2,3 Milliarden.
2022 hatten die Telekommunikationsgesellschaften Niels in Europa insgesamt 47 Mio. Kunden, davon 21 Mio. in Frankreich.
Am 9. September 2024 erklärte NJJ Holding die Übernahme des drittgrößten ukrainischen Mobilfunkanbieters Lifecell Lifecel vom bisherigen Eigentümer Turkcell abgeschlossen zu haben.

### Internet und Technologieinvestments
Im März 2010 gründete er Kima Ventures, um in Internet Start-up-Unternehmen zu investieren.
Im Jahr 2013 gründete Niel eine Schule namens 42, eine kostenlose Technologie-Schule, die ohne Lehrer, ohne Bücher und ohne klassischen Unterricht für 1000 Personen im Jahr ausgelegt ist. Im Jahr 2021 wurden weltweit 33 42 Standorte eröffnet.
Im Juni 2017 begrüßte Niel den französischen Präsidenten Emmanuel Macron zur Einweihung der Station F, einem Gründerzentrum für Start-ups in Paris.

### Medien
Im Dezember 2010 übernahm er mit einer Gruppe weiterer französischer Unternehmer die französische Zeitung Le Monde. Der Groupe Le Monde hält die Tageszeitung Le Monde, aber auch Zeitschriften wie l'Obs, Courrier International und Télérama. Er besitzt auch eine 51%ige Beteiligung an Le Monde Diplomatique
Im Februar 2020 erwarb Niel durch persönlich 100 % des Groupe Nice-Matin, die die Zeitungen Nice-Matin, Var-Matin und Monaco-Matin herausgibt. Die Gruppe besitzt auch einen Anteil von 11 % an La Provence, an der auch Bernard Tapie beteiligt war. Diese Beteiligung verkaufte er 2022 an Rodolphe Saadé, Eigentümer von CMA CGM, der den Anteil von Tapie übernommen hatte.
Im März 2020 erwarb er France-Antilles, eine Tageszeitung in Französisch-Westindien.
Im Juni 2020 erwarb Niel Paris-Turf, Frankreichs erste Zeitung für Pferderennen.
2015 gründete er zusammen mit Matthieu Pigasse und Pierre-Antoine Capton die Firma Mediawan, eine Produktions und Vertriebsgesellschaft für Filme und TV, die 2023 ein Angebot zur Übernahme der französischen Kinokette CGR mit 74 Sälen abgeben hat.
Andere

### Unibail-Rodamco
Im Oktober 2020 erwarb Niel an der Börse über seine Beteiligung an NJJ zusammen mit den Unternehmern Leon Bressler und Susana Gallardo Aktien der Unibail-Rodamco-Westfield. Ende Oktober 2020 gab das Investorenkonsortium bekannt, dass ihr Anteil an dem Unternehmen 5 % übersteigt.
Das Konsortium konnte eine geplante Kapitalerhöhung in einer außerordentlichen Hauptversammlung im November 2020 verhindern und erhielt drei Sitze im Verwaltungsrat.
Am 13. November 2020 erfolgte der Rücktritt des Präsidenten des Verwaltungsrats, Colin Dyer, sowie des Vizepräsidenten und drei weiterer Mitglieder. Am Ende dieser Sitzung wurde Niels Verbündeter Leon Bressler zum Präsidenten gewählt.
Im April 2021 gab Niel bekannt, dass er 15,5 % von Unibail-Rodamco-Westfield besitzt.

### Sonstiges
Seit 2013 besitzt er auch ein Fünf-Sterne-Hotel in Courchevel, Frankreichs luxuriösem Skigebiet.
Im April 2021 wurde die Iliad-Gruppe mit 12 % größter Anteilseigner der Firma Unieuro, dem größten italienischen Betreiber einer Elektronik-Fachmarktkette mit über 500 Filialen in ganz Italien. Iliad investierte dafür 53 Mio. €.
Zu seinen privaten Besitztümern gehören mehrere historische Bauwerke in Paris nahe der Villa Montmorency im 16. Arrondissement und an der Place des Vosges, 2022 kaufte er das Hôtel Lambert auf der Île Saint-Louis für 200 Mio. €, der höchste Preis, der jemals in Paris für ein Privathaus gezahlt wurde.

## Vermögen und Auszeichnungen
Nach Angaben des US-amerikanischen Forbes Magazine gehört Niel zu den reichsten Franzosen mit einem geschätzten Vermögen von knapp 9 Milliarden Euro (Stand 2022).
Im August 2015 führte ihn das US-amerikanische Magazin Wired auf einer Liste der in Europa einflussreichsten Personen an siebter Stelle.
Im Februar 2017 nannte ihn Vanity Fair den einflussreichsten Franzosen im Ausland. 2024 belegte Xavier Niel mit einem Vermögen von 22.100 Mio. Euro den Platz 9 der reichsten Franzosen. Da das Vermögen in 45 Holding-Gesellschaften angelegt ist, viele davon in Luxemburg, ist ein Überblick für Außenstehende schwierig.